# Mosonmagyaróvár
Mosonmagyaróvár (tyska: Wieselburg-Ungarisch Altenburg, kroatiska: Stari Grad, slovakiska: Starý hrad) är en stad i provinsen Győr-Moson-Sopron i nordvästra Ungern. Staden har 34 439 invånare (2021), på en yta av 83,78 km².
Mosonmagyaróvár har en fakultet inom Västra Ungerns universitet.

## Kända personer från Mosonmagyaróvár
- Carl Flesch, violinist